# Société anonyme des ateliers d'aviation Louis Breguet
Pour les articles homonymes, voir Breguet.
La Société anonyme des ateliers d’aviation Louis Breguet, généralement plus simplement désignée « Breguet Aviation », ou « Breguet » [bʁeɡɛ], est un constructeur aéronautique français créé en 1911 par Louis Breguet. Ce fabricant d'avions, mais aussi de planeurs ou d'hélicoptères, est actif pendant six décennies avant d'être absorbé par Dassault Aviation, en 1971.

## Historique

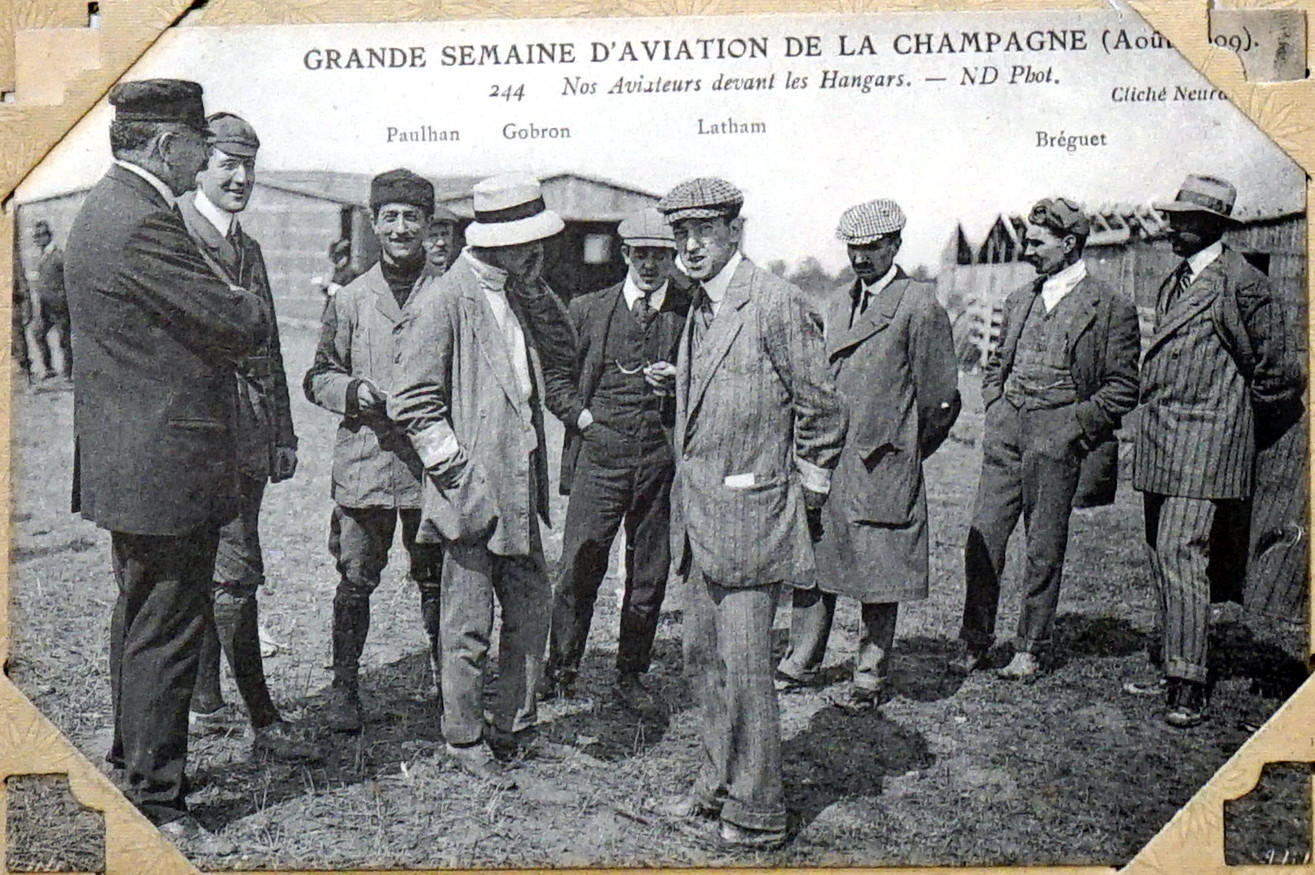
Louis Breguet en compagnie de Louis Paulhan, Jean Gobron et Hubert Latham lors de la Grande Semaine d'aviation de la Champagne en 1909

Le premier appareil construit seul par Louis Breguet est le Breguet Type I de 13,70 mètres d'envergure, qui peut voler à 60 km/h et dispose d'un moteur V8 Renault de 60 chevaux. Son premier vol est réalisé le 28 juin 1909.
En 1914 est produit le Breguet IV.
Outre quelques hydravions, la société produit sur le site de Villacoublay, dès 1916, un avion militaire performant : le Breguet XIV. Il en sera construit près de 6 000 exemplaires. Elle est également l'une des deux entreprises du complexe militaro-industriel français à fabriquer des mines marines durant l'entre-deux-guerres.
Le Breguet XIX, lancé en 1922, fut construit à 2 000 exemplaires. Le Point d'Interrogation de Costes et Maurice Bellonte, qui traversa l'Atlantique en 1930, était un XIX dit « Point d'Interrogation », ou « Breguet Super Bidon ».
Après les Breguet 27, 521, 730, les usines Breguet s'étendent au Havre et à Nantes. En 1939, après sa nationalisation en SNCAN et SNCAO, Breguet rachète l'usine Latécoère de Montaudran et parvient à sortir plus de deux cents bombardiers Breguet Br.693 avant l'armistice.
Dès 1945, de nouveaux prototypes sont à l'étude, dont le 763 nommé Breguet Deux-Ponts, avion civil de transport robuste et efficace. Après son premier vol en 1949, Air France en utilisera douze exemplaires de 1953 à 1971, sur les lignes d'Afrique du Nord et de Méditerranée.
Parallèlement, Breguet prend une part active à la popularisation de l'aviation légère sportive par la production en série de planeurs économiques, robustes et performants : le Breguet 900 en est le père.
Néanmoins, ces succès techniques allaient de pair avec des difficultés financières importantes. Louis Breguet décédé en 1955, c'est Sylvain Floirat qui prendra la tête de l'entreprise.
Plusieurs prototypes avancés sont lancés : l'avion ADAC Breguet 940, le Vultur, tous deux à aile soufflée. Ils donneront naissance aux avions de série Breguet 941 et Breguet Br.1050 Alizé.
Lors de la participation au concours OTAN d'un avion léger d'appui tactique, Breguet développe le Breguet Br.1001 Taon qui s'adjuge un record de vitesse mais n'est pas retenu.
En 1961, le Breguet Atlantic, avion de patrouille maritime, fait son premier vol. C'est un développement européen qui sera suivi d'une petite série et de plusieurs évolutions.
En 1966, Breguet participa avec British Aircraft Corporation (BAC) au programme Jaguar, puis au programme Alpha Jet avec Dornier.
En 1971, elle est rachetée par la société Avions Marcel Dassault qui prend le nom d'Avions Marcel Dassault - Breguet Aviation (AMD-BA).

## Usines

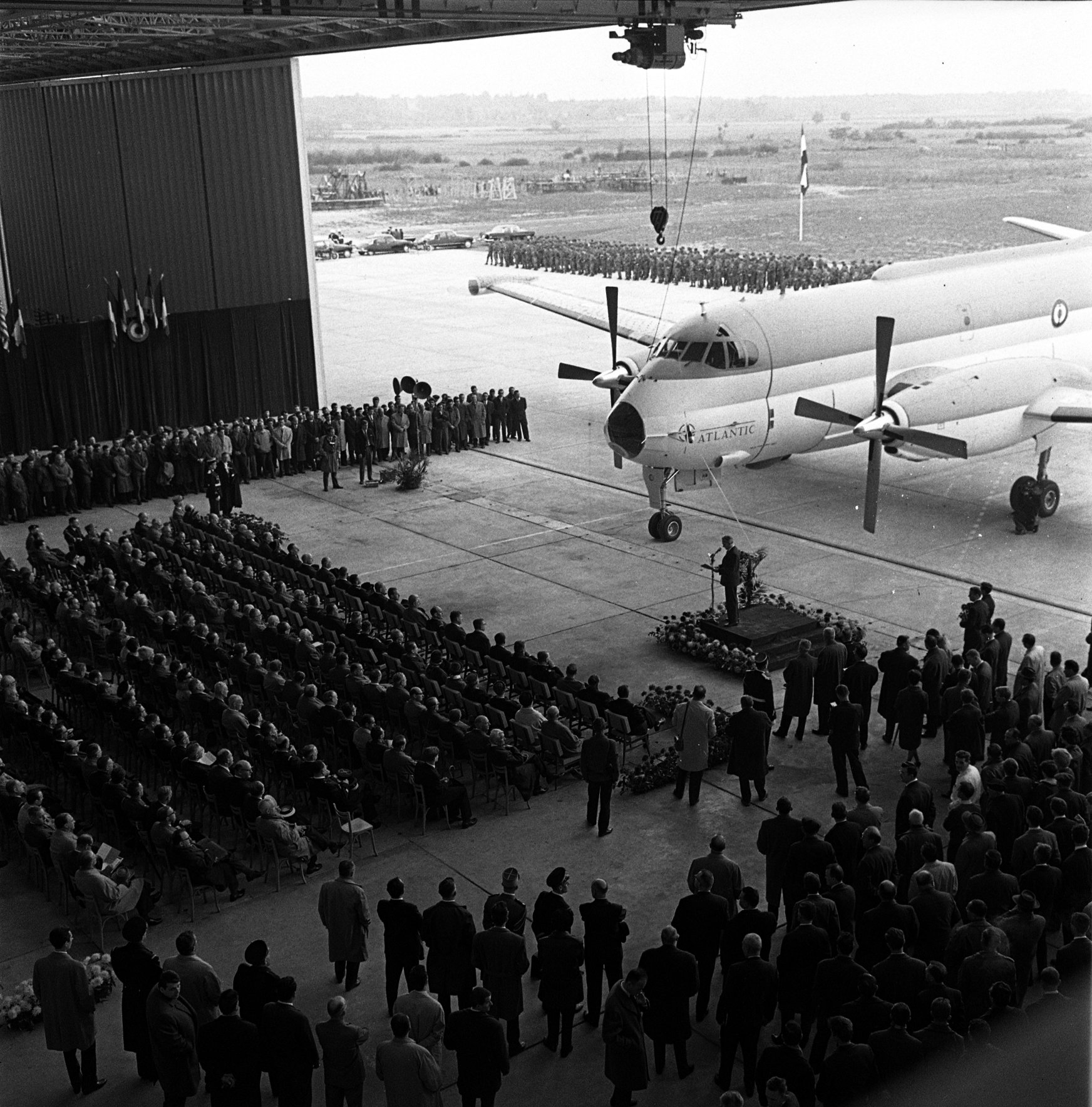
Cérémonie de baptême le 3 novembre 1961 aux Ateliers Breguet (Colomiers) du Breguet Atlantic.

Les premiers ateliers sont situés à proximité de l'usine familiale de Douai (sur le terrain de La Brayelle devenu champ d'aviation de la Brayelle). Les hangars seront détruits pendant la Première Guerre mondiale, les troupes allemandes ayant pris la ville dès octobre 1914.
Peu avant la guerre, en 1913, un établissement regroupant bureau d’études, ateliers de fabrication, essais en vol et école de pilotage est fondé sur le site de Villacoublay. En 1929 selon les besoins exprimés par la Marine pour la construction d'hydravions, Louis Breguet crée le site du Havre le long du canal de Tancarville. La même année le siège social de la SAALB est installé au 24 rue Georges Bizet à Paris.
En 1934, Breguet rachète Wibault-Penhoët. Aux établissements francilien et normand, se rajoute l'usine de production d'hydravions de Nantes-Château Bougon, située sur la commune de Bouguenais.
En 1936, le Front populaire nationalise les industries aéronautiques. L'usine du Havre est ainsi intégrée dans la SNCAN, tandis que celle de Bouguenais est intégrée dans la SNCAO. Les établissements de Vélizy-Villacoublay sont conservés par Breguet, mais seront partagés avec l'Arsenal de l'aéronautique. Une alliance est ainsi faite avec Latécoère, qui avait également échappé à la nationalisation au sein d'une coentreprise (la Société Méridionale d’Aviation) et qui concernait les usines de Toulouse-Montaudran, d’Anglet et la base d’essai de Biscarrosse. En 1939, Breguet finit par acquérir ces établissements.
En 1951, l'US Air Force choisit le site de Châteauroux-Déols comme base arrière de réparations et entretien, dans le cadre des accords de l'OTAN. L'usine initialement détenue par Bloch, avait intégré en 1936 la SNCAC puis la SNCASO. La société AEMCO-Breguet, filiale de Breguet, y assure la maintenance des avions de 1958 et 1961, lorsqu'elle absorbée par la Société d'Entretien et de Réparation Industrielle de Matériel d'Aviation. Ses activités cessèrent avec le départ des unités américaines stationnées sur le territoire français en 1965.
L'activité « planeurs » commença en 1954 avec le lancement d'une première série de vingt Br 901 S à Vélizy. Un service spécialisé, disposant d'une certaine autonomie fut alors créé qui allait, par la suite, être transféré en 1957 dans l'usine Fouga d'Aire-sur-l'Adour. À la fin de l'année 1959, le département Planeur est supprimé, l'usine (alors louée) est rendu à son propriétaire et la production est achevée à Anglet.
En 1956, le toit de l'usine de Biscarrosse s'effondre sous le poids de la neige accumulée. Les hydravions étant devenus obsolètes, la production ne redémarre pas et le terrain et l'hydrobase sont rendus à la commune en 1960.
En 1959, l'usine de Montaudran, endommagée pendant la guerre et reconstruite en 1954, apparaît trop exiguë pour la fabrication du Br 1150 Atlantic. Breguet a acheté 13 hectares à Colomiers, en bordure de l'aéroport de Toulouse Blagnac. Sur ce terrain, 3 100 mètres carrés de bâtiments furent construits pour l'avion Atlantic. Sa mise en service a permis, en 1971, de fermer le site de Montaudran. À la fin des années 1950, les commandes du Br 765 Sahara conduisent à la construction d'une usine à proximité de l'aéroport de Biarritz-Parme. La production des Br 1050 Alizé leur succéda rapidement.
Au moment du rachat par Dassault, qui deviendra Dassault-Breguet, quatre usines sont en activité : Vélizy, Anglet, Colomiers et Biarritz-Parme.

## Production

### Avions
- Breguet Type I

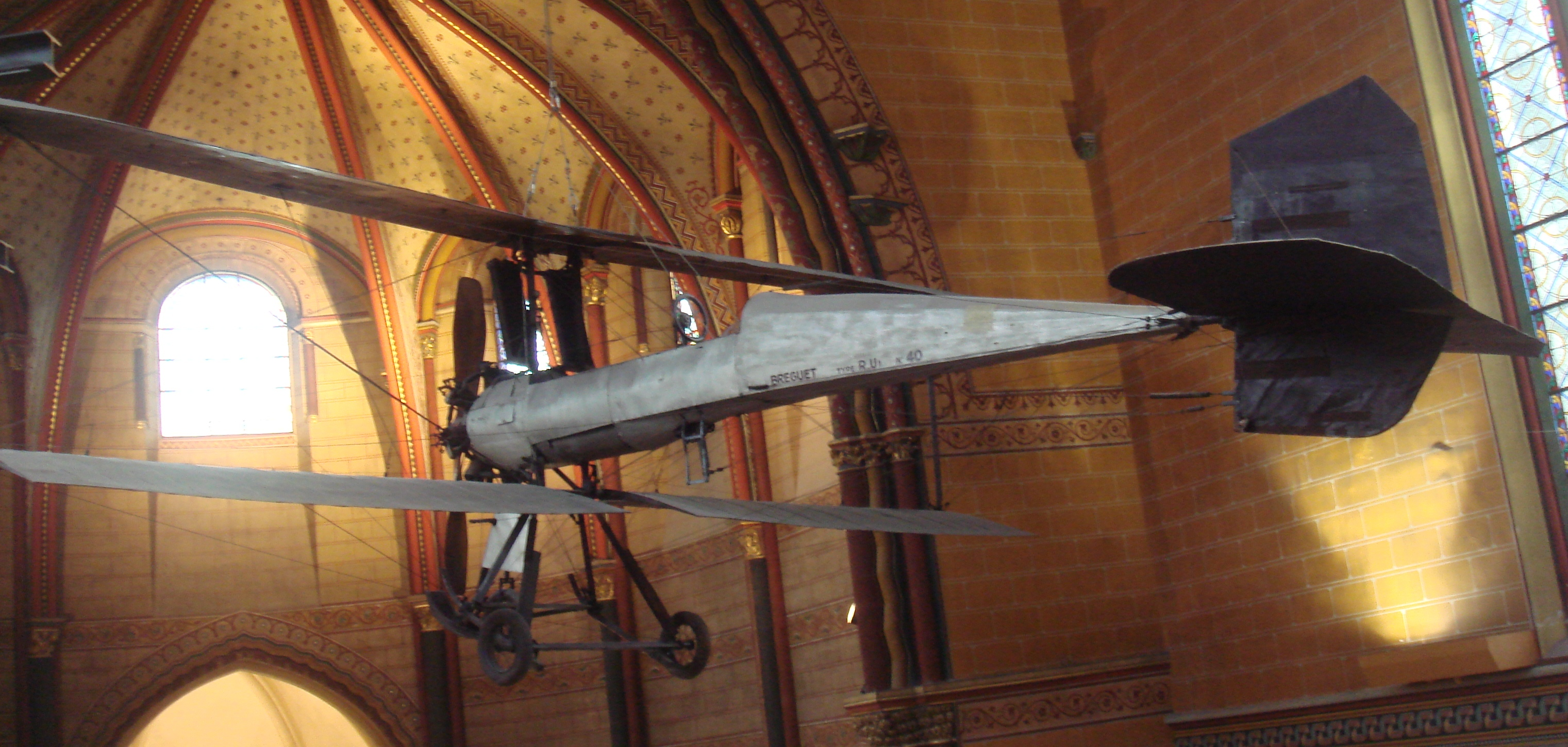
Biplan Breguet de type R.U1 No.40 (1911) Musée des arts et métiers, Paris.

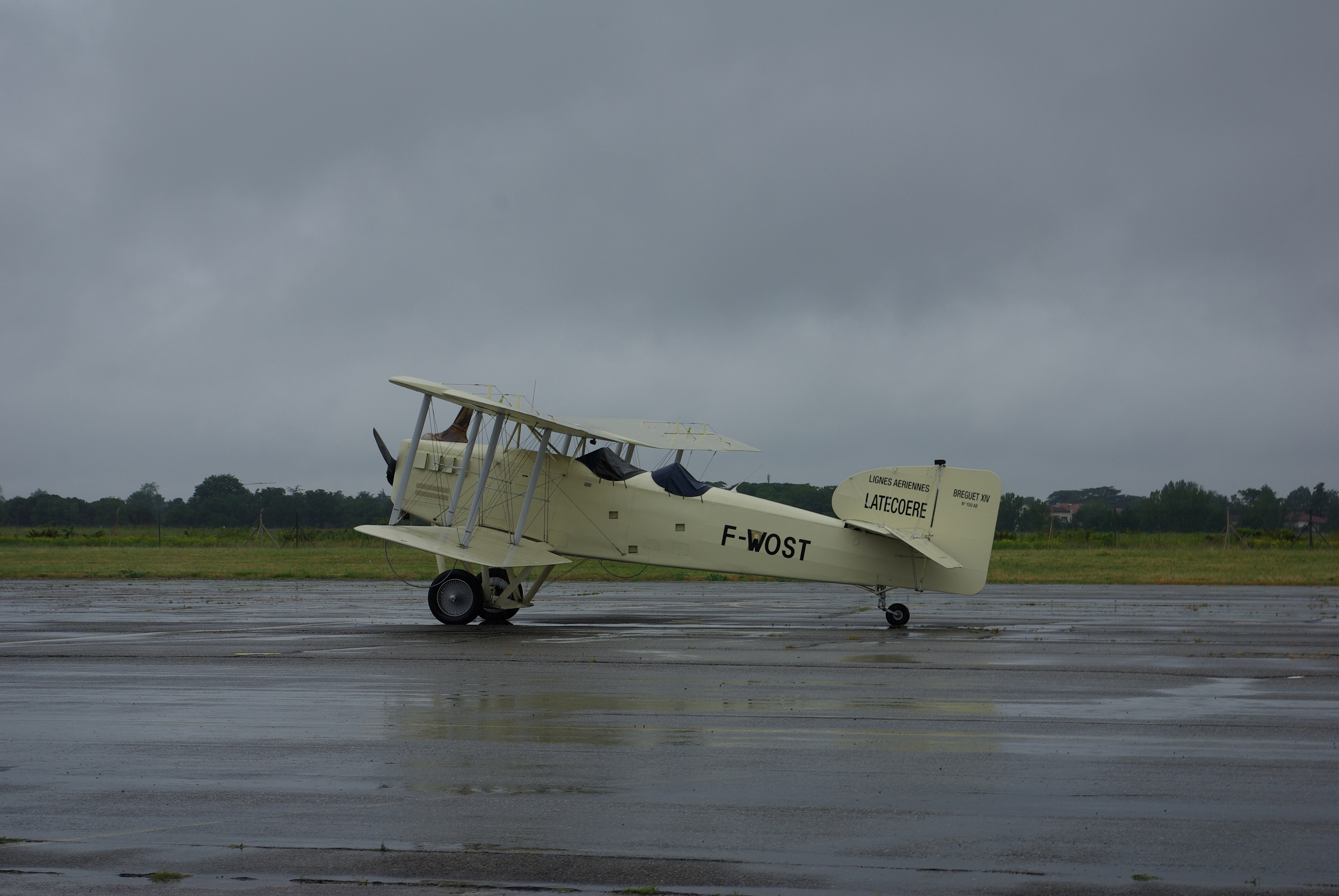
Breguet XIV.

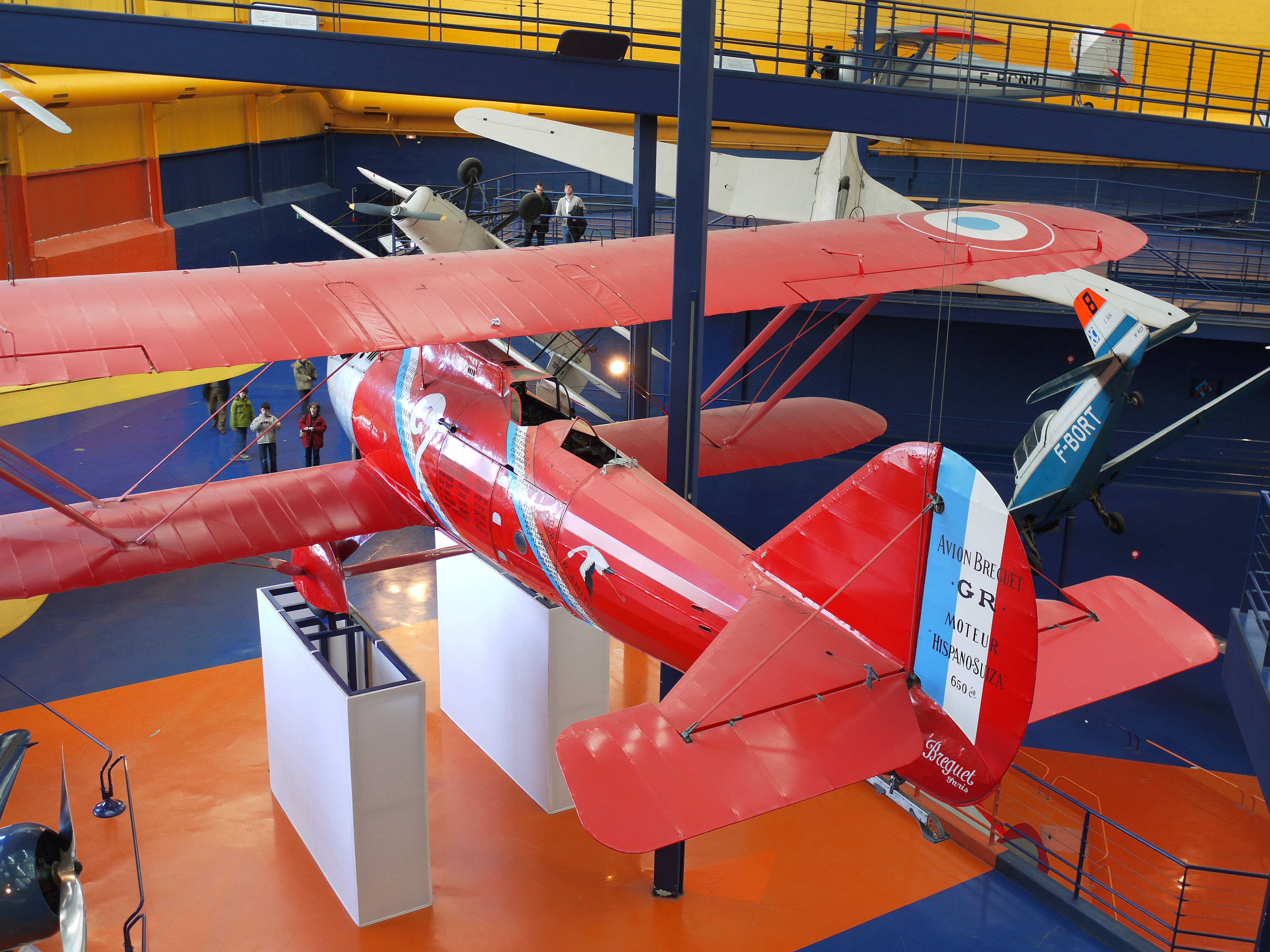
Le « Point d'interrogation », un Breguet 19.

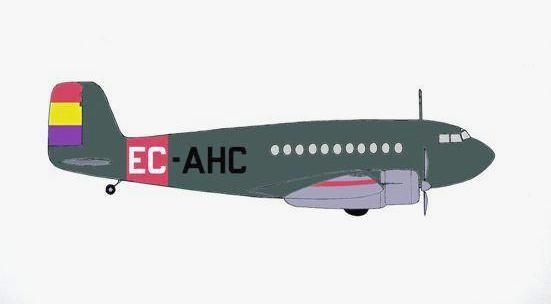
Breguet Br.470 Fulgur de la compagnie aérienne LAPE (Líneas Aéreas Postales Españolas, en français Lignes aériennes postales espagnoles, en activité de 1932 à 1939).

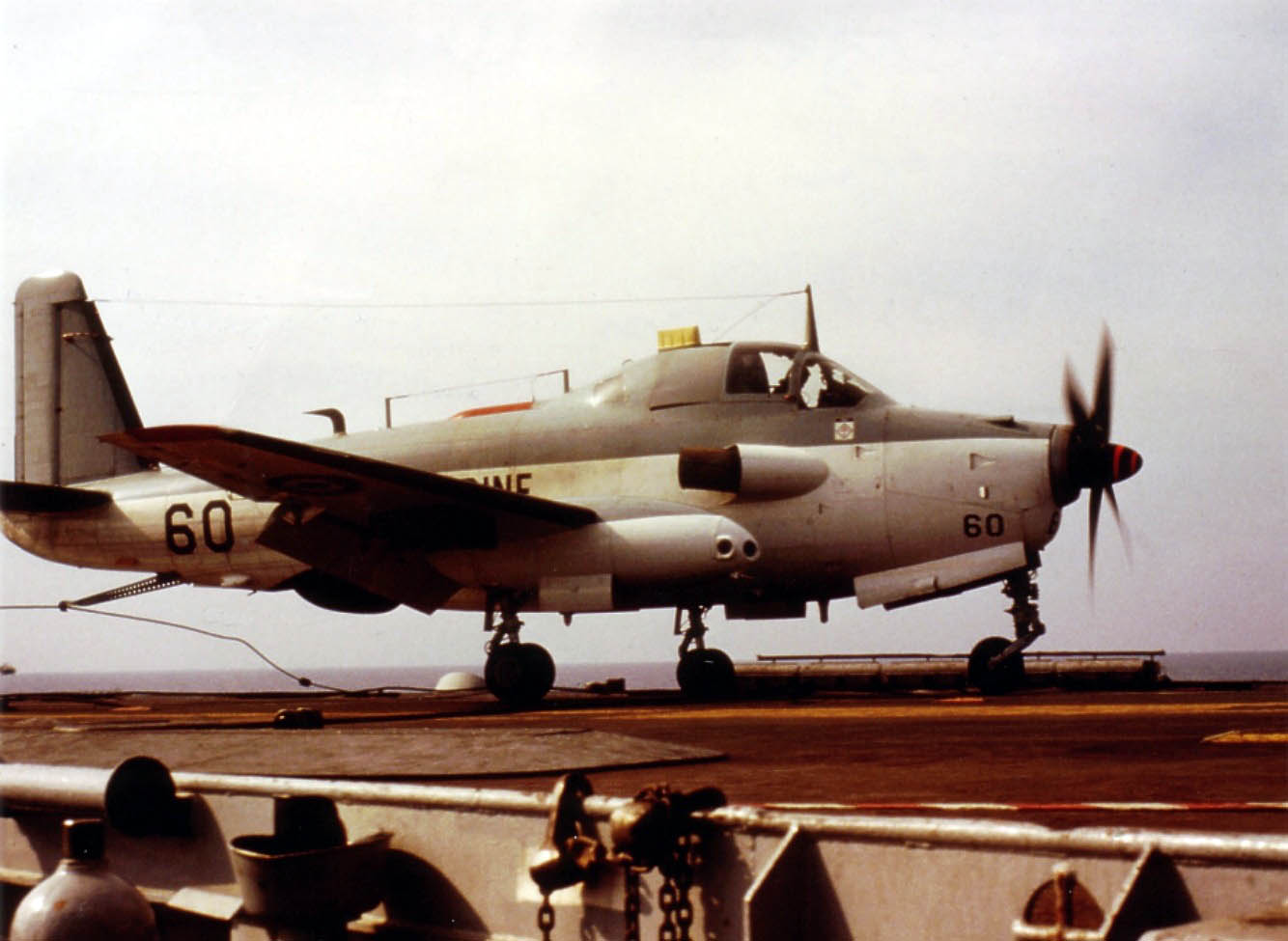
Breguet Alizé.

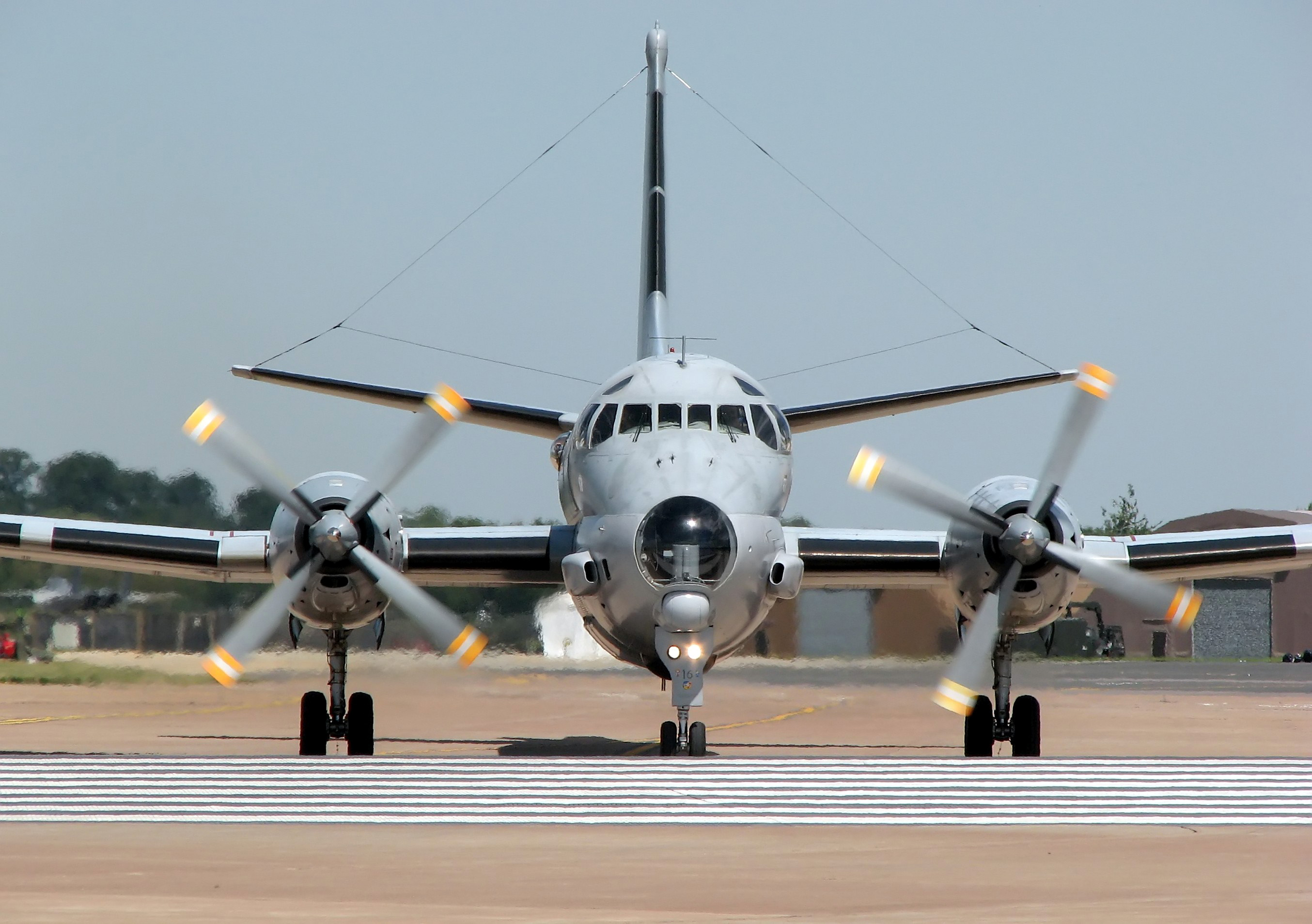
Breguet Atlantique 2

- Breguet Type II (avant la Première Guerre mondiale) - Avion léger biplan monomoteur avec train d'atterrissage tricycle.
- Breguet Type III (1910) - Version agrandie du type II. Triplace, moteur rotatif.
- Breguet Type R.U1 (1911) - Biplan monomoteur.
- Breguet 4
- Aerhydroplane Breguet (1913) - Hydravion monomoteur monoplace. N'a pas volé.
- Breguet Bre.4 (1914) - Bombardier biplan monomoteur biplace.
- Breguet Bre 5 (1915) - Chasseur d'escorte biplan monomoteur biplace. Variante du Bre.4.
- Breguet 6 (1915) - Version du Breguet 5 avec un moteur différent.
- Breguet 12 (1918) - Version du Breguet 5 avec un canon de 37 mm et projecteur (chasseur de nuit).
- Breguet 14 (1916) - Bombardier biplan monomoteur biplace.
- Breguet 16 (1918) - Version agrandie du Breguet 14. Bombardier.
- Breguet 17 (1918) - Version raccourcie du Breguet 14. Chasseur.
- Laboratoire Eiffel (LE) (1918). Prototype d'avion de chasse dessiné par Gustave Eiffel.
- Breguet 19 (1922) - Avion de reconnaissance / bombardier léger/avion de sport biplan monomoteur biplace.
- Breguet 26T (1926) - Avion de transport de passagers biplan monomoteur (huit places).
- Breguet 280T (1928) - Évolution du 26T avec un fuselage plus aérodynamique.
- Short S.8 Calcutta (1928) construit sous licence - Avion de transport biplan trimoteur de quinze places.
- Breguet 27 (1929) - Avion de reconnaissance biplan monomoteur biplace.
- Breguet 270 (1929) - Évolution du 27 avec un châssis en acier.
- Breguet 393T (1931) - Avion de ligne trimoteur biplan.
- Breguet Bre 410 (1931) - Bombardier bimoteur.
- Breguet 460 Vultur (1935) - Bombardier bimoteur.
- Breguet 470 Fulgur (1936) - Avion de ligne bimoteur.
- Breguet Bre 482 (1940) - Bombardier quadrimoteur quadriplace. Les deux prototypes n'ont jamais volé.
- Breguet Bre 521 (1933) - Évolution du S.8 Calcutta. Hydravion de patrouille maritime à long rayon d'action.
- Breguet 530 Saigon - Version civile du 521.
- Breguet Br.693 (1938) - Chasseur/Avion d'attaque au sol monoplan bimoteur biplace.
- Breguet 730 (1938) - Hydravion quadrimoteur à long rayon d'action. Moteurs à pistons.
- Breguet 760 (1949) - avion deux ponts quadrimoteur 20 exemplaires dont 12 Provence pour Air France et 4 Sahara pour l'armée française.
- Breguet Br.810 (1938) - Projet de bombardier-torpilleur embarqué dérivé du Breguet Br.693.
- Breguet Br.1050 Alizé (1956) - Monomoteur triplace anti-sous-marin embarqué. Turbopropulseur.
- Breguet Br.960 Vultur (1951) - Avion embarqué de lutte anti-sous-marine bimoteur biplace. Turboréacteur et turbopropulseur (propulsion mixte).
- Breguet Br.1001 Taon (1957) - Chasseur à réaction monomoteur monoplace.
- Breguet Br. 1100M (1957) - Avion d'attaque au sol embarqué.
- Breguet 941 (1961) - Avion de transport à décollage court quadrimoteur. Turbopropulseurs.
- Breguet Br 1150 Atlantic (1961) - Avion de patrouille maritime bimoteurs. Turbopropulseurs.

### Hélicoptères
- Gyroplane Breguet-Richet (1907) - Avion monoplace monomoteur de type gyroplane. Deux furent construits.
- Breguet Gyroplane Laboratoire (1932) - Hélicoptère expérimental.
- Breguet G.20 (1947) - Hélicoptère expérimental.
- Breguet G.11 (1949) - Hélicoptère expérimental.
- Breguet G.111 (1950) - Hélicoptère expérimental.

### Planeurs
- Breguet Br.900 - Planeur monoplace de performance.
- Breguet Br.901 - Planeur monoplace de performance.
- Breguet Br.902 - Planeur biplace d'école.
- Breguet Br.903 - Planeur stratosphérique.
- Breguet Br.904 Nymphale - Planeur biplace de performance.
- Breguet Br.905 Fauvette - Planeur monoplace de transition.
- Breguet Br.906 Choucas - Planeur biplace d'école.
- Breguet 910, projet de bombe planante conçue par les ingénieurs Georges Bruner et Jean Brocard.

### Automobiles
- Breguet Type A1-A2 - voiture électrique produite en France sous l'occupation (1941/1942), la production aéronautique française étant interdite [6].

## Les Coupes Breguet
Les Coupes des Avions Breguet, offertes par la Société anonyme des ateliers d'aviation Louis Breguet, sont créées en 1958 pour récompenser des performances dans le domaine du vol à voile. Dans l'esprit de leur initiateur, ces coupes doivent participer au développement du vol à voile sportif français, en incitant les pilotes à sortir des limites du vol local.
À partir de 1962, la vitesse réalisée lors de circuits triangulaires est également prise en compte en plus des distances parcourues grâce à des bonifications qui débutent à partir de 50 km/h. Pour leur 6e édition, en 1963, les compétitions sont dotées de deux Coupes dont une Coupe-Challenge ainsi que de prix en espèces totalisant 10 000 francs, et répartis par moitié entre les trente premiers au classement individuel, et les huit premiers au classement par clubs. Cette année-là, les épreuves se déroulent du 15 au 30 novembre 1963.